# Hirekabbur, Hirekerur
Hirekabbur là một làng thuộc tehsil Hirekerur, huyện Haveri, bang Karnataka, Ấn Độ.